# 台上站
台上站原是一座胶济线上的铁路车站，位于青岛市胶州市北台村西，建于1902年，使用时为五等站，邮政编码为266300。